# Ersatzname (Zoologie)
Als Ersatzname (oder Neuer Ersatzname) wird in der Zoologie ein Name für eine Tierart oder Tiergattung bezeichnet, der ausdrücklich für einen anderen Namen vorgeschlagen wurde. Die englische Bezeichnung lautet „new replacement name“, auch die lateinische Bezeichnung nomen novum wird häufig gebraucht.
Oftmals kann der ältere Name nicht verwendet werden, weil ein anderes Tier schon vorher mit dem genau gleichen Namen bezeichnet wurde. Zum Beispiel bemerkte Lindholm 1913, dass der von Bourguignat 1877 für eine europäische Süßwasserschnecke eingeführte Gattungsname Jelskia nicht verwendet werden konnte, weil ein anderer Autor, Taczanowski, denselben Namen schon 1871 für eine Spinne vergeben hatte. Also schlug Lindholm den Namen Borysthenia vor. Dieser ist ein objektives Synonym von Jelskia Bourguignat, 1877, weil er dieselbe Typusart hat, und wird bis heute verwendet.
Auch bei Artnamen sind Ersatznamen häufig notwendig. Schon vor weit über 100 Jahren wurden Ersatznamen vorgeschlagen. Bourguignat bemerkte 1859, dass der Name Bulimus cinereus Mortillet, 1851, für eine italienische Schnecke nicht verwendet werden konnte, weil Reeve 1848 genau denselben Namen bereits für eine ganz andere bolivianische Schnecke eingeführt hatte. Weil schon damals bekannt war, dass der ältere Name immer gewinnt, führte Bourguignat also ausdrücklich den Ersatznamen Bulimus psarolenus ein und schrieb auch dazu, warum. Heute ist diese Schnecke unter dem Namen Solatopupa psarolena (Bourguignat, 1859) bekannt.
Wenig bekannt ist, dass ein Ersatzname bestimmten Regeln gehorchen muss.
Nicht jeder Autor, der einen Namen für eine Art vorschlägt, die schon einen anderen Namen hat, führt damit einen Ersatznamen ein. Ein Autor, der sagt „ich nenne die Insektenart mit den grünen Punkten x, das ist die, die der andere Autor als y bezeichnet hat“, führt damit nicht einen Ersatznamen ein, sondern einen „ganz normalen“ neuen Namen.
Die Internationalen Regeln für die Zoologische Nomenklatur (ICZN Code) schreiben vor, dass bei Einführung eines Ersatznamens ein „expressed statement“ vorliegen muss, also eine ausdrückliche Aussage, die den Vorgang des Ersetzens eines anderen Namens thematisiert. Viele Zoologen wissen nicht, dass dieses „expressed statement“ notwendig ist, und daher werden oftmals alle möglichen Namen als Ersatznamen bezeichnet, darunter oft auch Namen, die völlig ohne Beschreibung erwähnt wurden. Beispielsweise wurde eine von Férussac 1807 ohne Beschreibung erwähnte kleine Süsswassermuschel als Cyclas lacustris bezeichnet, Férussac gab dazu kommentarlos ein Synonym (Cyclas ovalis). Dieser Name wurde später in einem wichtigen Werk über französische Weichtiere als Ersatzname für Tellina lacustris sensu Draparnaud (der also eine andere Art als Tellina lacustris Müller, 1774 fehlbestimmt hatte) bezeichnet. Da Férussac 1807 aber kein „expressed statement“ publiziert hatte, ist diese Interpretation nicht im Sinne des ICZN Code. Außerdem hätte der Ersatzname auch keinen verfügbaren Namen ersetzt, weil Tellina lacustris sensu Draparnaud kein verfügbarer Name war. Da der Name auch keine Beschreibung hatte, wurde er von Férussac 1807 auch nicht als normaler Name verfügbar gemacht.
Wer einen Ersatznamen vorschlägt, muss genau sagen, welchen vorher eingeführten Namen er ersetzen soll. Drei Synonyme auf einmal zu ersetzen ist nicht möglich. In der Regel wird dabei auch dazugeschrieben, warum der Ersatzname notwendig ist.
Manchmal lesen wir „kann nicht P. brasiliensis heissen, weil das Tier nicht in Brasilien lebt, deswegen der neue Name P. angolana“. Auch wenn das nach den heutigen Regeln kein Grund ist, ist hier ein Ersatzname eingeführt worden, weil geglaubt wurde, der ältere könne nach den Regeln nicht verwendet werden, und weil ein „expressed statement“ vorliegt (der Vorgang des Ersetzens wurde ausdrücklich thematisiert).
Für ein Taxon verwendet werden kann ein Ersatzname nur, wenn der Name, den er ersetzt, tatsächlich nicht verwendet werden kann, wie im obigen Beispiel mit der Schnecke und der Spinne, oder im anderen Beispiel mit der italienischen und der bolivianischen Schnecke. Das Tier aus Angola muss nach den Regeln dagegen weiterhin brasiliensis heißen, weil dies der ältere Name ist.
Ersatznamen sind nicht sehr häufig, aber auch nicht ausgesprochen selten. Etwa 1 % der zoologischen Artnamen, die heute verwendet werden, mögen Ersatznamen sein. Genaue Statistiken gibt es nicht.